# Ferentino Calcio
La Società Sportiva Dilettantistica Ferentino Calcio a r.l. è una società calcistica italiana con sede nella città di Ferentino (FR).
I continui problemi finanziari portarono i vertici della società a fondersi, il 7 luglio 2009, con la Associazione Sportiva Ceccano, che ne acquisì il titolo sportivo: dall'unione tra le due società nacque la nuova Associazione Sportiva Dilettantistica Ceccano.
Ha disputato 11 campionati in Serie D, dal 1993 al 1997, dal 2001 al 2003 e dal 2004 al 2009.
Nella stagione 2023-2024 milita in Eccellenza.

## Colori e simboli
I colori sociali sono l'amaranto e il bianco.

## Strutture

### Stadio
Il Ferentino disputa le sue partite interne presso lo stadio Comunale.
L'impianto presenta le seguenti caratteristiche:
- Posti totali: 2.100
- Larghezza campo: 65 m
- Lunghezza campo: 105 m
- Fondo: Erba
- Copertura campo: tribuna centrale

## Palmarès

### Competizioni regionali
- Eccellenza Lazio: 3

1992-1993, 2000-2001, 2003-2004
- Promozione: 1

1991-1992 (girone B)
- Prima Categoria: 1

2017-2018 (girone H)
- Coppa Italia Dilettanti Lazio: 1

1999-2000

### Competizioni giovanili
- Campionato Juniores Dilettanti: 1

1995-1996

## Tifoseria

### Storia
Il Ferentino è stato seguito in passato dal gruppo ultras Head Out Ferentino, di ideologia di estrema destra e sciolto nel 2018.

### Gemellaggi e rivalità
La tifoseria ferentinate, animata sempre da un forte senso di appartenenza ciociaro, era gemellata con gli ultras dell'Anagni ed nutriva una forte rivalità nei confronti del tifo dell'Alatri. Altra sentita rivalità era quella con l'Isola Liri.